# Світлопіль
Світлопі́ль — село в Україні, у Новопразькій селищній громаді Олександрійського району Кіровоградської області. Населення становить 270 осіб. Орган місцевого самоврядування — Новопразька селищна рада.

## Населення
Згідно з переписом УРСР 1989 року чисельність наявного населення села становила 314 осіб, з яких 140 чоловіків та 174 жінки.
За переписом населення України 2001 року в селі мешкало 270 осіб.

### Мова
Розподіл населення за рідною мовою за даними перепису 2001 року:
| Мова       | Відсоток |
| ---------- | -------- |
| українська | 95,19 %  |
| російська  | 4,44 %   |
| білоруська | 0,37 %   |